# Інсулінома
Інсулінома — нейроендокринна пухлина, що походить з бета-клітин острівків Лангерганса підшлункової залози та секретує переважно інсулін, що призводить до розвитку гіпоглікемії. Інсулінома є рідкісною пухлиною, що діагностується у 1-4 випадків на 1 млн населення на рік.

## Клінічна картина
Клінічка картина при інсуліномі характеризується розвитком неспецифічних симптомів, що ускладнює постановку діагнозу.
При інсуліномі спостерігається гіпоглікемія (зниження рівня цукру крові), що може призводити до розвитку різноманітних симптомів: головний біль, зниження працездатності, диплопія, серцебиття, тремор, нудота, блювання, зниження ваги тіла. При гострій гіпоглікемії можливий розвиток гіпоглікемічної коми.

### Множинна ендокринна неоплазія
Інсулінома є частим компонентом множинної ендокринної неопалзії типу 1 (МЕН1), при якому також визначаються аденома паращитоподібної залози, аденома гіпофіза, феохромоцитома.